# Orvil Elliott
Orvil Ard Elliott (* 15. September 1885 in Toronto; † 1. Februar 1954) war ein kanadischer Kunstturner.

## Biografie
Orvil Elliott nahm als einer von zwei Turnern aus Kanada an den Olympischen Sommerspielen 1908 in London teil. Im Einzelmehrkampf belegte er den 80. Platz.